# Wei Haiying
Wei Haiying (kinesiska: 孙庆梅), född den 5 januari 1971, är en kinesisk fotbollsspelare. Vid fotbollsturneringen under OS 1996 i Atlanta deltog hon i det kinesiska lag som tog silver.